# Grand Prix Monako 1977
Grand Prix Monako 1977 (oryg. Grand Prix Automobile de Monaco) – szósta runda Mistrzostw Świata Formuły 1 w sezonie 1977, która odbyła się 22 maja 1977, po raz 24. na torze Circuit de Monaco.
35. Grand Prix Monako, 24. zaliczane do Mistrzostw Świata Formuły 1.

## Klasyfikacja
| Legenda oznaczeń w tabelach wyników Wyświetl szablon na nowej stronie | Legenda oznaczeń w tabelach wyników Wyświetl szablon na nowej stronie                                                                     |
| Oznaczenie                                                            | Wyjaśnienie |
| --------------------------------------------------------------------- | --- |
| Złoty                                                                 | Zwycięzca lub mistrzostwo |
| Srebrny                                                               | 2. miejsce lub wicemistrzostwo |
| Brązowy                                                               | 3. miejsce lub II wicemistrzostwo |
| Zielony                                                               | Ukończył, punktował (w klasyfikacji generalnej, gdy zdobył co najmniej jeden punkt na przestrzeni sezonu, poza trzema powyższymi opcjami) |
| Niebieski                                                             | Ukończył, nie punktował (w klasyfikacji generalnej, gdy nie zdobył co najmniej jednego punktu na przestrzeni sezonu)                      |
| Czerwony                                                              | Nie zakwalifikował się (NZ) |
| Czerwony                                                              | Nie prekwalifikował się (NPK) |
| Różowy                                                                | Nie ukończył (NU) |
| Różowy                                                                | Niesklasyfikowany (NS) (w klasyfikacji generalnej, gdy nie został sklasyfikowany w żadnym wyścigu sezonu)                                 |
| Czarny                                                                | Zdyskwalifikowany (DK) |
| Czarny                                                                | Wykluczony (WYK/EX) |
| Biały                                                                 | Nie wystartował (NW) |
| Biały                                                                 | Kontuzjowany (K/INJ) |
| Biały                                                                 | Wyścig odwołany (OD/C) |
| Bez koloru                                                            | Został wycofany (WYC/WD) |
| Bez koloru                                                            | Nie przybył (NP/DNA) |
| Bez koloru                                                            | Nie brał udziału w treningach (NT/DNP) |
| Bez koloru                                                            | Nie został zgłoszony (–) |
| Pogrubienie                                                           | Start z pole position |
| Kursywa                                                               | Najszybsze okrążenie wyścigu |
| †                                                                     | Nie ukończył, ale jego rezultat został zaliczony ze względu na przejechanie więcej niż 90% dystansu wyścigu.                              |
| *                                                                     | Sezon w trakcie |
| 1/2/3                                                                 | Punktowana pozycja w sprincie kwalifikacyjnym                                                                                             |
| Lista systemów punktacji Formuły 1                                    | |

| Pos | No | Nat               | Kierowca           | Konstruktor        | Okrążeń | Czas/powód NU    | Poz. Start. | Punktów |
| --- | -- | ----------------- | ------------------ | ------------------ | ------- | ---------------- | ----------- | ------- |
| 1   | 20 | Południowa Afryka | Jody Scheckter     | Wolf-Ford          | 76      | 1:57:52.77       | 2           | 9       |
| 2   | 11 | Austria           | Niki Lauda         | Ferrari            | 76      | 0.09             | 6           | 6       |
| 3   | 12 | Argentyna         | Carlos Reutemann   | Ferrari            | 76      | 32.8             | 3           | 4       |
| 4   | 2  | Niemcy            | Jochen Mass        | McLaren-Ford       | 76      | 34.6             | 9           | 3       |
| 5   | 5  | Stany Zjednoczone | Mario Andretti     | Lotus-Ford         | 76      | 35.55            | 10          | 2       |
| 6   | 17 | Australia         | Alan Jones         | Shadow-Ford        | 76      | 36.61            | 11          | 1       |
| 7   | 26 | Francja           | Jacques Laffite    | Ligier-Matra       | 76      | + 1:04.44        | 16          |         |
| 8   | 19 | Włochy            | Vittorio Brambilla | Surtees-Ford       | 76      | + 1:08.64        | 14          |         |
| 9   | 16 | Włochy            | Riccardo Patrese   | Shadow-Ford        | 75      | + 1 okrążenie    | 15          |         |
| 10  | 22 | Belgia            | Jacky Ickx         | Ensign-Ford        | 75      | + 1 okrążenie    | 17          |         |
| 11  | 34 | Francja           | Jean-Pierre Jarier | Penske-Ford        | 74      | + 2 okrążenia    | 12          |         |
| 12  | 24 | Wielka Brytania   | Rupert Keegan      | Hesketh-Ford       | 73      | + 3 okrążenia    | 20          |         |
| NU  | 6  | Szwecja           | Gunnar Nilsson     | Lotus-Ford         | 51      | Skrz. biegów     | 13          |         |
| NU  | 7  | Wielka Brytania   | John Watson        | Brabham-Alfa Romeo | 48      | Skrz. biegów     | 1           |         |
| NU  | 4  | Francja           | Patrick Depailler  | Tyrrell-Ford       | 46      | Skrz. biegów     | 8           |         |
| NU  | 18 | Austria           | Hans Binder        | Surtees-Ford       | 41      | Probl. z paliwem | 19          |         |
| NU  | 28 | Brazylia          | Emerson Fittipaldi | Fittipaldi-Ford    | 37      | Silnik           | 18          |         |
| NU  | 1  | Wielka Brytania   | James Hunt         | McLaren-Ford       | 25      | Silnik           | 7           |         |
| NU  | 8  | Niemcy            | Hans Joachim Stuck | Brabham-Alfa Romeo | 19      | Elektryka        | 5           |         |
| NU  | 3  | Szwecja           | Ronnie Peterson    | Tyrrell-Ford       | 10      | Hamulce          | 4           |         |
| NZ  | 37 | Włochy            | Arturo Merzario    | March-Ford         |         |                  |             |         |
| NZ  | 33 | Holandia          | Boy Hayje          | March-Ford         |         |                  |             |         |
| NZ  | 25 | Austria           | Harald Ertl        | Hesketh-Ford       |         |                  |             |         |
| NZ  | 22 | Szwajcaria        | Clay Regazzoni     | Ensign-Ford        |         |                  |             |         |
| NZ  | 9  | Brazylia          | Alex Ribeiro       | March-Ford         |         |                  |             |         |
| NZ  | 10 | Południowa Afryka | Ian Scheckter      | March-Ford         |         |                  |             |         |